# Рольф Серенсен
Рольф Серенсен (дан. Rolf Sørensen, 20 квітня 1965) — данський велогонщик.
Срібний призер Олімпійських Ігор 1996 року в груповій шосейній гонці.